# Tom Corbett
Thomas W. "Tom" Corbett (Filadelfia, Pensilvania, 17 de junio de 1949) es un político estadounidense del Partido republicano. Desde enero de 2011 hasta enero de 2015 ocupó el cargo de gobernador de Pensilvania.